# Vingt Ans (album)
Pour les articles homonymes, voir Vingt ans (homonymie).
Albums de Pierre Bachelet
Olympia 86 Tu es là au rendez-vous
C'est le 7e album studio, éponyme, de Pierre Bachelet, habituellement appelé Vingt Ans, titre du premier extrait et premier titre de l'album, sorti en 1987 chez AVREP (BMG France).
Toutes les chansons ont été écrites par Jean-Pierre Lang et composées par Pierre Bachelet.
Pierre Bachelet a commencé à travailler sur les chansons de l'album en janvier 1987 et est entré en studio pour l'enregistrement en juillet de la même année.

## Liste des titres
| No  | Titre                                                                  | Paroles          | Musique                           | Durée |
| --- | ---------------------------------------------------------------------- | ---------------- | --------------------------------- | ----- |
| 1.  | Vingt Ans                                                              | Jean-Pierre Lang | Pierre Bachelet                   | 4:30  |
| 2.  | Mal à vie                                                              | Jean-Pierre Lang | Pierre Bachelet                   | 4:25  |
| 3.  | Destinée                                                               | Jean-Pierre Lang | Pierre Bachelet                   | 3:30  |
| 4.  | L'Amour à fleur de peau                                                | Jean-Pierre Lang | Pierre Bachelet                   | 4:40  |
| 5.  | Reviens chez nous                                                      | Jean-Pierre Lang | Pierre Bachelet                   | 4:40  |
| 6.  | Partis avant d'avoir tout dit                                          | Jean-Pierre Lang | Pierre Bachelet - Bernard Levitte | 4:30  |
| 7.  | 2001 le pied sur la lune (avec Les Petits Écoliers chantants de Bondy) | Jean-Pierre Lang | Pierre Bachelet                   | 5:00  |
| 8.  | L'Argument du séducteur                                                | Jean-Pierre Lang | Pierre Bachelet                   | 3:35  |
| 9.  | C'est pour elle                                                        | Jean-Pierre Lang | Pierre Bachelet                   | 5:30  |
| 10. | Tout se ressemble, rien n'est pareil                                   | Jean-Pierre Lang | Pierre Bachelet                   | 3:40  |

## Singles extraits de l'album
- Vingt Ans / Tout se ressemble, rien n'est pareil
- Partis avant d'avoir tout dit / Destinée (promo)
- C'est pour elle / L'Argument du séducteur